# Serixia quadriplagiata
Serixia quadriplagiata là một loài bọ cánh cứng trong họ Cerambycidae.